# Lista över öar i Honduras
Detta är en  lista över öar i Honduras.

## Öar
- Karibiska öar (alla tillhör ögruppen och departementet Bahíaöarna)
  - Bobel Cay
  - Cayos Cochinos (Islas de la Bahía)
  - Islas de la Bahía
    - Isla de Guanaja (Islas de la Bahía)
    - Roatán (Islas de la Bahía) (Isla Roatan)
      - Barbaretta

    - Isla de Utila (Islas de la Bahía)

  - Port Royal Cay
  - Savanna Cay
  - Cayo Sur
  - Islas del Cisne

- Stillahavsöar (del av Departamento Valle)
  - Isla del Tigre